# Święta Helena (Nowy Sącz)
Święta Helena – północno-zachodnia część miasta Nowy Sącz, na lewym brzegu Dunajca, w rejonie ulic św. Heleny i Krakowskiej. Wchodzi w skład osiedla Helena.
Znajduje się tu Kościół św. Heleny w Nowym Sączu.
Włączona do Nowego Sącza 1 lipca 1951 jako część gromady Chełmiec z gminy Chełmiec.